# Pylos
Pylos (grekiska: Πύλος, nygrekiskt uttal: Pilos), tidigare även Navarino är en småstad på Peloponnesos västra kust vid bukten Órmos Navarínou  i distriktet Messenien i södra Grekland. Pylos var den homeriske Nestors stad, och har således en mycket lång historia. Staden Pylos har omkring 2 500 invånare (1991).

## Geografi
Det forntida Pylos låg på bergudden Koryfasion, vid inloppet till en god hamn som bildas av den utanför liggande ön Sfakteria. Mittför norra ändan av denna ö, vid det 200 meter breda, grunda norra inloppet (Sykia) till viken, ligger akropolis i forntidens Pylos, krönt av ruinerna av en venetiansk borg, som efter den södra borgens anläggning kallats Palaiokastro eller Palaio-Navarino.

## Historia

### Förhistorisk tid
Enligt Homeros Iliaden var Nestor kung av Pylos. Ruiner av ett palats och gravkammare från mykensk tid (bebott cirka 1700–1200 f.Kr.) som från 1939 grävdes ut vid Epano Englianos strax norr om dagens Pylos har identifierats som hans palats. Här fann arkeologerna flera hundra lertavlor med inskrifter i en skrift som liknar linear B och ger god inblick i Pylos administration och produktion under bronsåldern. Nestors huvudstad har tidigare felaktigt identifierats med två andra platser med samma namn: vid floden Pinios och i närheten av staden Kakóvatos på västra Peloponnesos.

### Antiken
När Sparta erövrade Messenien år 668 f.Kr. grundade Pylos invånare en ny koloni i Italien, och Pylos upphörde att existera som egen stad. Under Peloponnesiska kriget spelade denna plats dock en viktig roll, sedan den 425 f.Kr. blivit besatt av den attiske fältherren Demosthenes. Atenarna tog 420 spartiater till fånga på ön Sfakteria. 369 f.Kr. återställde Epameinondas borgen.

### Senare tid
Senare förde Pylos en omväxlande tillvaro, som särskilt präglats av venetianare och osmaner. Det södra Pylos anlades av franker på 1200-talet och fick namnet Navarino efter några navarresiska soldater, som slog sig ned där 1381. Osmanska riket intog hamnen 1498 och innehade den till grekiska frihetskrigets slut, med undantag av åren 1644-48 och 1686-1715, då den tillhörde venetianerna, och 1770, då ryssarna besatte den. Avgörande för Greklands frihet var den seger som den förenade brittiska, franska och ryska flottan (26 fartyg med 1 270 kanoner) under amiral Edward Codrington 20 oktober 1827 vann i viken över den turkiska flottan, av vars 82 fartyg med omkring 2 000 kanoner endast 29 återstod. Turkarna förlorade omkring 6 000 man, de allierade 177 man i döda och 519 i sårade.
Dagens Pylos grundades 1829.